# Le Buisson ardent (Böhmer)
Pour les articles homonymes, voir Buisson ardent.
Le Buisson ardent est une fontaine réalisée par Geneviève Böhmer située dans le 3e arrondissement de Lyon, en France.

## Description
La fontaine est située rue Moncey, face à la Bourse du Travail, dans le 3e arrondissement de Lyon.
La fontaine du Buisson ardent a été inspirée par plusieurs artistes lyonnais dont les noms sont gravés sur une plaque rivée à la fontaine. Geneviève Böhmer a plus particulièrement été inspirée par l'artiste plasticienne Orlan, initiatrice de l'Art charnel.
La sculpture centrale, de forme cylindrique verticale, est érigée telle une colonne au centre d'un bassin circulaire ; quatre pans verticaux, visibles du public, représentent chacun une scène particulière. La sculpture de la fontaine représente un buisson à la végétation abondante faisant apparaître, par endroits, des scènes érotiques. 

## Historique
La fontaine est une commande de la mairie de Lyon à l'artiste Geneviève Böhmer en 1980.